# 北日本物産 (富山県)
北日本物産（きたにほんぶっさん）株式会社は、富山県富山市に本社を置く企業である。設立は1942年6月、1951年3月に現社名となる。
石油、LPガス関連の事業を主としており、県内外の各地に給油所がある。
関連会社に、リビックなどがあり、キタブツグループを結成している。
同社のテニス部（チーム名は2008年に「リビック」に変更）は強豪として知られ、テニス日本リーグでは男女ともに好成績を残している。伊藤竜馬も所属している。

## テニス部
2000年とやま国体（2000年）前後までは、社員を中心とした部員で活動していた。
近年では、男女ともに世界を目指している日本のトップクラスのプロ選手で構成されている。

### 沿革
- 1966年 北日本物産テニス部創部
- 1996年 男子テニス部 全国実業団対抗テニストーナメント優勝
- 1996年 男子テニス部 日本リーグ初出場(以降毎年出場)
- 1997年 女子テニス部 全国実業団対抗テニストーナメント優勝
- 1997年 女子テニス部 日本リーグ初出場(19回大会以外毎年出場)
- 2000年 富山県代表として2000年とやま国体に出場 男子優勝、女子３位
- 2008年 チーム名を「リビック」に改名

### 主な所属選手
男子
- 伊藤竜馬
- 守屋宏紀
- 内山靖崇

女子
- 藤原里華
- 波形純理
- 高雄恵利加
- 飯島久美子